# James Page (boxe anglaise)
Pour les articles homonymes, voir James Page.
James Page est un boxeur américain né le 1er avril 1971 à Pittsburg, Californie.

## Carrière
Passé professionnel en 1990, il devient champion d'Amérique du Nord NABF des poids welters en 1996 et champion du monde WBA de la catégorie le 10 octobre 1998 après sa victoire au 2e round contre Andrey Pestryaev. Page défend trois fois sa ceinture mondiale aux dépens de Jose Luis Lopez, Sam Garr et Freddie Pendleton puis la laisse vacante en 2000. Il tente de redevenir champion WBA l'année suivante, mais est battu par Andrew Lewis. Il met alors un terme à sa carrière sur un bilan de 25 victoires et 4 défaites.

## Référence
1. ↑  (en) James Page vs. Freddie Pendleton (boxrec.com)